# Генеральный рейтинг лучших мэров российских городов
Генеральный рейтинг лучших мэров российских городов — метод расчета и сравнения совокупности факторов, влияющих на качество городской среды проживания, являющейся ключевой деятельности мэров городов. Метод основан на сборе, описании и оценки количественных и качественных показателей. Количественными показателями являются ежегодные статистические данных по городам Российской Федерации, а качественными характеристиками — характеристики и свойства объекта оценки (города).

## Описание рейтинга
Генеральный рейтинг лучших мэров российских городов был разработан Российским союзом инженеров в 2014 г. Создание рейтинга было обусловлено объективной необходимостью комплексного исследования и определения качества администрирования в сложившейся системе расселения Российской Федерации.
Цель рейтинга — проведение объективной комплексной оценки «эффективности» градоначальников российских городов по критериям, определяющим уровень развития всех сфер жизнедеятельности населения, городского хозяйства и городской среды обитания.
Задачи:
- Проведение анализа существующих отечественных и зарубежных методик и практик сравнения субъектов административно-территориального деления макрорегионов и стран.
- Проведение всестороннего исследования и определение критериев и базовых индикаторов оценки городов по средствам отобранных теоретических и методологических дисциплин, связанных с оценкой качественно-количественных характеристик исследуемых объектов.
- Создание методологического аппарата для составления рейтинга, основанного на лучших отечественных и зарубежных практиках.
- Разработка методики комплексного сравнительного рейтинга городов на основании применения и расчета системы экономических показателей.
- Формирование системы социально-экономических показателей, всесторонне характеризующих функционирование городов.
- Расчеты интегральных показателей, индексов и групп индексов в соответствии с разработанным методическим аппаратом.
- Выделение типичных групп (типология) объектов по ряду признаков, указание общих тенденций и различий в их развитии, выделение характерных индивидуальных различий, анализ полученных результатов.
- Создание механизма мониторинговой системы социально-экономического положения исследуемых объектов.

## Методология рейтинга
Оценка деятельности мэров и глав администраций крупнейших российских городов проводится на основе анализа совокупности факторов, влияющих на качество городской среды проживания. Эти факторы обобщают основные аспекты социально-экономической и хозяйственной составляющей функционирования городов. Данные показатели отражают результат деятельности предшествующих и нынешних глав администраций городов. В качестве основного метода используется процедура заимствованная из квалиметрии, где разработано несколько подходов к количественной оценке качества.
Для сопоставления различных свойств, измеряемых в разных по диапазону и размерности шкалах, используется относительный безразмерный показатель : {\displaystyle K_{i}}, отражающий степень приближения абсолютного показателя свойства : {\displaystyle Qi} к максимальному : {\displaystyle Q^{max}} и минимальному : {\displaystyle Q^{min}} показателям. Относительный показатель описывается зависимостью
{\displaystyle Ki=f{(Q^{min},\ldots ,Q_{i},\ldots ,Q^{max})}}, которая может быть представлена нормирующей функцией:
{\displaystyle K_{i}={\frac {Q_{i}-Q^{min}}{Q^{max}-Q^{min}}}}
Для сопоставления по относительной важности всех свойств, входящих в «дерево свойств», используются безразмерные коэффициенты весомости : {\displaystyle G_{i}}. Для удобства обычно принимается : {\displaystyle 0<G_{i}<1}, а : {\displaystyle \sum _{i=1}^{N}G_{i}=1}.
Значения коэффициентов весомости определяются с привлечением разновидностей экспертного и неэкспертного (аналитического) методов. В данной работе мы использовали оба приема (рассмотрены ниже).
Для определения относительного веса использовался метод экспертного опроса 50 специалистов различных отраслей и сфер деятельности, различных социальных групп и занимаемых профессиональных положений. Полученное распределение подвергалось тщательной верификации
Таким образом, количественная оценка качества : {\displaystyle K_{k}} выражается с помощью следующей формулы:
{\displaystyle K_{k}=K_{e}f\sum _{i=1}^{N}K_{i}G_{i}}, где
{\displaystyle K_{e}f=1} для всех индексов, образующих итоговый генеральный индекс привлекательности городов.
Непосредственно генеральный индекс привлекательности городов (G) рассчитывается как среднегеометрическое всех характеристик:
{\displaystyle G(K_{1},K_{2},\ldots ,K_{n})={\sqrt[{n}]{K_{1}K_{2}\cdots K_{n}}}=\left(\prod _{i=1}^{n}K_{i}\right)^{1/n}}
Ключевая проблема отбора минимальной совокупности свойств (показателей), которые образуют качество объекта, решается за счет функционально-типологического анализа, основанного на рассмотрении качества как системы объективных свойств, а также исходя из объема исходной информации (статистической и открытых источников).
Таким образом, для оценки был отобрано 70 квазипростых показателей, образующих 41 сводный показатель, в свою очередь интерпретируемых в 13 индексов

## Результаты ранжирования
Первая десятка лидирующих городов характеризуется достаточно высокими показателями практически по всем параметрам. Исключением является фактор доступности жилья, по которому города-лидеры имеют низкие показатели, что обусловлено высокими ценами за квадратный метр жилья.
К городам, лидирующим по большинству показателей, относятся города-миллионники: Москва, Санкт-Петербург, Воронеж, Новосибирск, Екатеринбург, Казань, Красноярск, Ростов-на-Дону и другие. Также в число лидеров попадают города с преимуществами в развитии:
Владивосток, Краснодар, Сочи, Калининград. Здесь оказались и инвестиционно привлекательные города: Томск, Омск,Иркутск, Ярославль, и города Подмосковье с высокими темпами строительства — Подольск, Химки, Балашиха, Мытищи.
На средних позициях рейтинга закрепились динамично развивающиеся города: Калуга, Краснодар, Кисловодск; промышленные
города: Первоуральск, Челябинск, Ульяновск, Каменск-Уральский, Брянск, Рязань.
Удовлетворительную оценку в развитии получают: Орск, Улан-Удэ, Оренбург, Стерлитамак, Сызрань, Уссурийск, Октябрьский, моногорода Магнитогорск, Нижний Тагил и моногород с самым высоким притоком инвестиций — Находка. Нижние позиции в большинстве подрейтингов заняли города Северного Кавказа (Каспийск, Ессентуки), города Алтайского края (Рубцовск, Барнаул, Бийск), моногорода Ленинск-Кузнецкий и Северодвинск, а также Артем, Миасс, Новочебоксарск, Копейск.
Города Ямало-Ненецкого автономного округа Новый Уренгой и Ноябрьск, несмотря на высокие экономические показатели, в общем зачете проигрывают по 50 % показателей.
Общее распределение указывает на значительные диспропорции в потенциале городов, что особенно очевидно, если «очистить» рейтинг от показателя динамки численности населения. Так, при исключении данного параметра потенциал 1-го места выше 10-го более чем в 2 раза и выше 100-го места в 10 раз. Очевидно, что столь высокая разница обусловлена объективными факторами разности потенциалов данных городов, при этом необходимо отметить, что в соответствии с правилом Парето не обязательно улучшать все составляющие качественной оценки городов. Ключевым в данном смысле является экономический потенциал.
Также необходимо сопоставить ряд социально ориентированных факторов и, в первую очередь, развитость системы здравоохранения, образования, сферы услуг. Именно они являются ключевыми индикаторами.
Общее распределение городов в рейтинге свидетельствует о том, что даже очевидные лидеры не значительно превосходят города, находящиеся в середине рейтинга. Данная закономерность обусловлена нивелированием низких показателей ряда индикаторов лидеров. В частности, значение генерального итогового индикатора Омска, занимающего 10 место, выше соответствующего значения медианного города Междуреченска всего в 1,2 раза (на 20 %). Исключение составляет Москва (значение генерального итогового индикатора в 3 раза выше соответствующего значения медианного Междуреченска, в 2,5 раза выше 10 места — г. Омска и в 2 раза выше 3 места — Новосибирска).
При этом если оценивать сумму индикаторов всех городов, как суммарный потенциал городов, то вес Москвы — лидера рейтинга, составляет 2 %, а вес самого низкого в рейтинге Грозного — 0,6 %.
Для большинства городов справедливо утверждение о том, что уровень экономического и промышленного развития значительно дифференцируется в зависимости от условий жизни. Данная ситуация характерна практически для всех городов, например, Сибирь и Урал — центры добычи углеводородов и металлов. При самых высоких показателях дохода на душу населения, данные города характеризуются наихудшими природно-климатическими условиями и низкой степенью развитости транспортной инфраструктуры.
Группу «середняков» образуют абсолютно разные населенные пункты от крупнейших металлургических моногородов — Челябинск, Магнитогорск, Каменск-Уральский до городов с относительно диверсифицированной экономикой — Владимир, Южно-Сахалинск, Волжский. В целом данную группу образуют либо промышленно развитые центры с тяжелыми природно-климатическими условиями, либо средние города староосвоенных регионов, характеризующиеся преимущественно средними значениями всех показателей.
Самые низкие показатели отмечаются у слаборазвитых городов Северного Кавказа и Южной Сибири. Это связано преимущественно с сельскохозяйственной специализацией экономики в данных городах и неблагоприятным эффектом конфликтов, происходивших на территориях субъектов Северного Кавказа. Также к группе депрессивных городов относятся бывшие крупные и средние промышленные центры с преимущественно моноспециализацией — Златоуст (металлургия), Ленинск-Кузнецкий (металлургия), Норильск (металлургия), Северодвинск (оборонно-промышленный комплекс).
В денежном выражении разрыв доходов населения может составлять более чем в 6,7 раза, и, как правило, не в пользу слаборазвитых городов, где рост доходов отмечается преимущественно в бюджетных секторах и общий темп увеличения низкий. При этом, реальные доходы населения в крупных городах растут более высокими темпами, что обусловлено постоянным приростом производства в инновационных отраслях.

## Теоретическая значимость рейтинга
Изучение и оценка городской среды обитания (проживания), а именно параметра её привлекательности для внутренних и внешних факторов и потребителей, имеет значение:
- для экономической науки, с точки зрения развития системы комплексных исследований и оценки качества российских городов, построению планов развития, направленных на всесторонне удовлетворение потребностей населения;
- для социологии, определяя ключевые факторы восприятия человеком города в целом и отдельных элементов городской инфраструктуры.
- для развития управленческого потенциала муниципальных властей в части сбалансированного управления системой городской инфраструктуры.

## Практическое использование рейтинга
21.11.2012 г. в Политехническом музее Российский союз инженеров представил Генеральный рейтинг привлекательности российских городов за 2011 г., который вызвал большой интерес со стороны широкой общественности, СМИ и органов местной, региональной и федеральной власти.
20.05.2013 г. методология, разработанная в генеральном рейтинге привлекательности российских городов легла в основу рейтинга качества городской среды обитания (проживания). Данный рейтинг был разработан совместно Министерством регионального развития РФ, Российским союзом инженеров, Федеральным агентством по строительству и жилищно-коммунальному хозяйству, Федеральной службой по надзору в сфере защиты прав потребителей и благополучия человека, а также Московским государственным университетом им. М. В. Ломоносова в ходе выполнения подпункта г) пункта 1 Поручений Президента РФ № Пр-534 от 29 февраля 2012, выданного по итогам совещания «О мерах по реализации жилищной политики» от 14 февраля 2012 г., а также пункта 4 перечня поручений Председателя Правительства РФ от 20 марта 2012 г. № ВП-П9-1581 «О разработке методики оценки качества городской среды проживания и проведения такой оценки в крупных городах России».
В мае 2013 г. методика оценки городской среды обитания, разработанная Российским союзом инженеров и представленная изначально в генеральном рейтинге привлекательности городов, была одобрена Заместителем Председателя Правительства РФ Д. Н. Козаком с указанием Минрегиону России о проведении оценки качества городской среды проживания (обитания) на постоянной основе то есть ежегодно.